# John Landis
John Landis (Chicago, 1950. augusztus 3. –) Primetime Emmy-díjas amerikai filmrendező, forgatókönyvíró és producer.

## Pályafutása
Landis Chicagóban született Shirley Levine és Marshall Landis belsőépítész fiaként. Négy hónapos volt, amikor a család Los Angelesbe költözött. Már iskolás korában érdeklődött a filmkészítés iránt. Első filmes állása a 20th Century Fox filmstúdiónál volt, ahol kifutófiúként dolgozott.
Tizennyolc évesen Jugoszláviába utazott, hogy részt vegyen a Kelly hősei (Kelly's Heroes) című film forgatásán, és sikerült is rendezőasszisztensként munkát kapnia. Ezután különböző Európában forgatott filmeken dolgozott: részt vett az El Condor, az A Town Called Bastard és a Volt egyszer egy Vadnyugat stábjában.
1971-ben rendezte első filmjét, a Schlock című horrorparódiát. 1977-ben rendezte a Kentucky Fried mozit. Az első nagy sikere az 1978-as Party zóna volt. 1980-ban Dan Aykroyddal közösen írta a Blues Brothers című filmet, amelyet Landis rendezett és amelyben Aykroyd és  John Belushi voltak a főszereplők. A következő évben készült el az Egy amerikai farkasember Londonban című horrorvígjáték, amelyet Landis írt és rendezett. 1982-ben Steven Spielberggel, Joe Dante-val és George Millerrel közösen készítették a Twilight Zone-t.
1983-ban Landis írta és rendezte Michael Jackson Thriller című dalának nagy sikerű videoklippjét. Ebben az évben készült a Szerepcsere, Dan Aykroyd és Eddie Murphy főszereplésével.

## Helikopterbaleset
1982-ben a Homályzóna című film forgatásán egy háborús jelenetben Vic Morrow a karjában vitt két gyereket, miközben a közelben robbanások voltak, a fejük fölött néhány méterrel pedig egy helikopter repült. Az egyik robbanás következtében a helikopter irányíthatatlanná vált és rázuhant Morrow-ra és a két gyerekre, akik a helyszínen életüket vesztették. A baleset miatt gondatlanságból elkövetett emberölés vádjával bíróság elé állították Landist és a stáb négy tagját. A per 1987-ben felmentéssel végződött. A két gyermekszínész szülei 2-2 millió dolláros kártérítést kaptak.